# عملیات سفید
عملیات سفید (اسپانیایی: Misión blanca‎) یک فیلم درام به کارگردانی خوان د اوردونیا است که در سال ۱۹۴۶ منتشر شد. از بازیگران این فیلم می‌توان به خورخه میسترال و فرناندو ری اشاره کرد.